# Église Sainte-Parascève de Bondy
Pour les articles homonymes, voir Église de la Sainte-Parascève.
L'église de la Bienheureuse Parascève est une église orthodoxe serbe située à Bondy en Seine-Saint-Denis. Elle dépend de l'éparchie d'Europe occidentale de l'Église orthodoxe serbe.

## Histoire
L'édifice est construit en 1940 par l'Œuvre des Chantiers du Cardinal pour construire une chapelle catholique placée sous le vocable de Notre-Dame des Anges. C'est un petit édifice très simple à nef unique dont le pignon est surmonté d'un clocheton à deux cloches avec une armature de béton peinte en blanc bordé de couleur taupe et surplombé d'une croix. La façade est aujourd'hui ornée d'un icône de la Mère de Dieu au-dessus du portail. La chapelle a été vendue en 2006 à la communauté de l'Église orthodoxe serbe, dont les fidèles sont nombreux en région parisienne. Ceux-ci disposent de trois lieux de culte en région parisienne: l'église Saint-Sava (Paris XVIIIe), l'église Saint-Jean-de-San-Francisco (Asnières) pour la banlieue ouest et celle de Bondy pour la banlieue nord.
Elle est désormais placée sous la protection de sainte Parascève.